# چیپی توتک
چیپی توتک در اساطیر آزتک خدای رستاخیز (مرگ و تولد دوباره) بود. چیپی توتک همچنین به عنوان خدای کشاورزی، پوشش گیاهی، زرگری و نقره‌کاری هم محسوب می‌گردید. چیپی توتک با اسامی دیگری نیز شناخته می‌گردید که برجسته‌ترین آنها عبارت هستند از تلالوکا، تِلالاکی تِزکاتیپوکا و یولاهون این ایزد به صورت خدایی طلایی نقش می‌گردید و اعتقاد آزتک‌ها بر این بود که او واسطهٔ ابداع جنگ و جنگاوری بوده‌است. کلاهی با انتهای تیز و قیف‌گونه و عصای جغجغه‌ای از جمله نشان‌ها و حمایل وی محسوب می‌گردید. چیپی توتک همچنین پرستشگاه بزرگی در معبد مایور به نام یوپیکو داشت و در پی تسخیر آمریکای جنوبی و متعاقب آن، استعمارگری اسپانیا در قاره آمریکا به‌طور گسترده‌ای مورد پرستش قرار می‌گرفت.
طالع بد او به عقیدهٔ آزتک‌ها با جوش، التهاب و بیماری‌های چشمی همراه بود و اعتقاد بر این بود که در طالع بد، چیپی توتک می‌تواند متضمن بروز آفت بسیار باشد. وی ارتباط بسیاری با بیماری‌هایی همچون آبله، تاول و سایر عوارض بصری داشت و اگر کسی از چنین عوارضی در رنج بود، به او پیشنهاد می‌دادند که برای این ایزد قربانی بدهد. در اساطیر آزتک همچنین از چیپی توتک به عنوان ایزد زرگری و نقره‌کاری تجلیل می‌گردید و آزتک‌ها سارقان طلا و نقره را برای عبرت سایرین، ابتدا در شهر می‌گرداندند و سپس برای او قربانی می‌کردند.